# Volta a Suïssa 1966
La Volta a Suïssa 1966 fou la 30a edició de la Volta a Suïssa. Aquesta edició es disputà del 12 al 19 de juny de 1966, amb un recorregut de 1.476 km distribuïts en 7 etapes. La sortida i l'arribada fou a Zúric.
El vencedor final fou l'italià Ambrogio Portalupi, que s'imposà per tan sols 12" sobre el seu compatriota Carlo Chiappano. El suís Rudi Zollinger completà el podi, alhora que es feia amb la classificació de la muntanya. El millor en la classificació per equips fou el Tigra-Meltina-De Gribaldy.

## Etapes
| Etapa | Data       | Recorregut                   | Km  | Vencedor d'etapa         | Líder de la general      |
| ----- | ---------- | ---------------------------- | --- | ------------------------ | ------------------------ |
| 1ª    | 12 de juny | Zúric - Yverdon-les-Bains    | 237 | Ambrogio Portalupi (ITA) | Ambrogio Portalupi (ITA) |
| 2ª    | 13 de juny | Yverdon - Villars-sur-Ollon  | 175 | Carlo Chiappano (ITA)    | Ambrogio Portalupi (ITA) |
| 3ª    | 14 de juny | Villars-sur-Ollon - Saas-Fee | 158 | Mario da Dalt (ITA)      | Ambrogio Portalupi (ITA) |
| 4ª    | 15 de juny | Saas-Fee - Lugano            | 253 | Alfred Ruegg (SUI)       | Ambrogio Portalupi (ITA) |
| 5ª    | 17 de juny | Lugano - Zug                 | 227 | Mario da Dalt (ITA)      | Ambrogio Portalupi (ITA) |
| 6ª    | 18 de juny | Zug - Rorschach              | 194 | Vito Taccone (ITA)       | Ambrogio Portalupi (ITA) |
| 7ª    | 19 de juny | Rorschach - Zúric            | 232 | Werner Weber (SUI)       | Ambrogio Portalupi (ITA) |

## Classificació final
|    | Ciclista                 | Equip      | Temps       |
| -- | ------------------------ | ---------- | ----------- |
| 1  | Ambrogio Portalupi (ITA) | Vittadello | 42h 27' 11" |
| 2  | Carlo Chiappano (ITA)    | Sanson     | + 12"       |
| 3  | Rudi Zollinger (SUI)     | Tigra      | + 1' 55"    |
| 4  | Franco Balmamion (ITA)   | Sanson     | + 2' 25"    |
| 5  | Karl Brand (SUI)         | Tigra      | + 2' 46"    |
| 6  | Rolf Maurer (SUI)        | Tigra      | + 2' 49"    |
| 7  | Paul Zollinger (SUI)     | Tigra      | + 3' 58"    |
| 8  | Giancarlo Ferretti (ITA) | Dr. Mann   | + 5' 54"    |
| 9  | Vito Taccone (ITA)       | Vittadello | + 6' 20"    |
| 10 | Aldo Moser (ITA)         | Queen Anne | + 6' 35"    |